# Уайт-Эрт (тауншип, Миннесота)
Уайт-Эрт (англ. White Earth) — тауншип в округе Бекер, Миннесота, США. На 2000 год его население составило 799 человек.

## География
По данным Бюро переписи населения США площадь тауншипа составляет 90,3 км², из которых 83,5 км² занимает суша, а 6,7 км² — вода (7,46 %).

## Демография
По данным переписи населения 2000 года здесь находились 799 человек, 262 домохозяйства и 172 семьи.  Плотность населения —  9,6 чел./км².  На территории тауншипа расположено 276 построек со средней плотностью 3,3 построек на один квадратный километр. Расовый состав населения: 22,90 % белых, 68,84 % коренных американцев, 0,13 % — других рас США и 8,14 % приходится на две или более других рас. Испанцы или латиноамериканцы любой расы составляли 1,63 % от популяции тауншипа.
Из 262 домохозяйств в 43,1 % воспитывались дети до 18 лет, в 32,1 % проживали супружеские пары, в 22,1 % проживали незамужние женщины и в 34,0 % домохозяйств проживали несемейные люди. 29,8 % домохозяйств состояли из одного человека, при том 11,1 % из — одиноких пожилых людей старше 65 лет. Средний размер домохозяйства — 3,05, а семьи — 3,83 человека.
41,8 % населения — младше 18 лет, 9,9 % — в возрасте от 18 до 24 лет, 21,5 % — от 25 до 44, 19,3 % — от 45 до 64, и 7,5 % — старше 65 лет. Средний возраст — 24 года. На каждые 100 женщин приходилось 105,4 мужчин.  На каждые 100 женщин старше 18 приходилось 103,9 мужчин.
Средний годовой доход домохозяйства составлял 21 094 доллара, а средний годовой доход семьи —  28 000 долларов. Средний доход мужчин —  24 750  долларов, в то время как у женщин — 20 469. Доход на душу населения составил 10 225 долларов. За чертой бедности находились 25,3 % семей и 32,8 % всего населения тауншипа, из которых 41,4 % младше 18 и 23,8 % старше 65 лет.